# Legendia
Công viên giải trí Legendia Silesian, tiếng Ba Lan: Śląskie Wesołe Miasteczko) là một công viên giải trí cố định nằm trong Công viên Trung tâm Silesian thuộc trung tâm của Upper Silesian Metropolitan Union, Silesia, Ba Lan. Nó có diện tích 26 hecta. Trong năm 2008, nó đã đón 253.000 lượt khách tham gia. Đây là công viên giải trí lớn nhất ở Ba Lan.
Vào năm 2015, một công ty Slovakia Tatra Mountain Resort đã trở thành nhà đầu tư của Công viên giải trí Silesian và bắt đầu thay đổi nó. Những thay đổi chính chẳng hạn như thay đổi tên thành "Legendia" và sửa đổi các điểm tham quan hiện có. Công viên bây giờ là chủ đề về các huyền thoại.
Vào ngày 1 tháng 7 năm 2017, một tàu lượn siêu tốc mới có tên "Lech Coaster" đã được mở. Vào thời điểm khai trương, nó là tàu lượn siêu tốc lớn nhất ở khu vực Trung Đông Âu.

## Lịch sử
Năm 1956, tòa nhà của Công viên giải trí Silesian bắt đầu hoạt động. Những vị khách đầu tiên đã đến vào năm 1959.
Vào năm 1985, vòng đu quay "Gwiazda Duża" đã được lắp đặt (nay là Legendia Flower).
Trong năm 2013, 26 thiết bị đã được nhập về từ Công viên giải trí Đan Mạch Sommerland Syd.
Vào năm 2015, Tatra Mountain Resort trở thành nhà đầu tư mới của Công viên giải trí Silesian. Nhà đầu tư sẽ đầu tư 117 triệu Zloty Ba Lan.
Vào năm 2016, công viên đã công bố xây dựng một tàu lượn siêu tốc mới "Lech Coaster" cao 40 mét. Việc khai trương đã được lên kế hoạch cho năm 2017.
Năm 2017, vì thay đổi chủ đề và điểm tham quan, công viên đã đổi tên thành Legendia ląskie Wesołe Miasteczko.
Ngày 1 tháng 7 năm 2017 Lech Coaster - tàu lượn siêu tốc cao nhất, dài nhất và nhanh nhất ở Ba Lan đã được khai trương. Và Hyperion đã phá vỡ những kỷ lục này

## Địa điểm hấp dẫn
Tính đến năm 2017 Legendia có khoảng 40 điểm hấp dẫn. 
| Tàu lượn siêu tốc     |
| --------------------- |
| Tornado               |
| Lech Coaster          |
| Scary Toys Factory    |
| Dream Hunters Society |

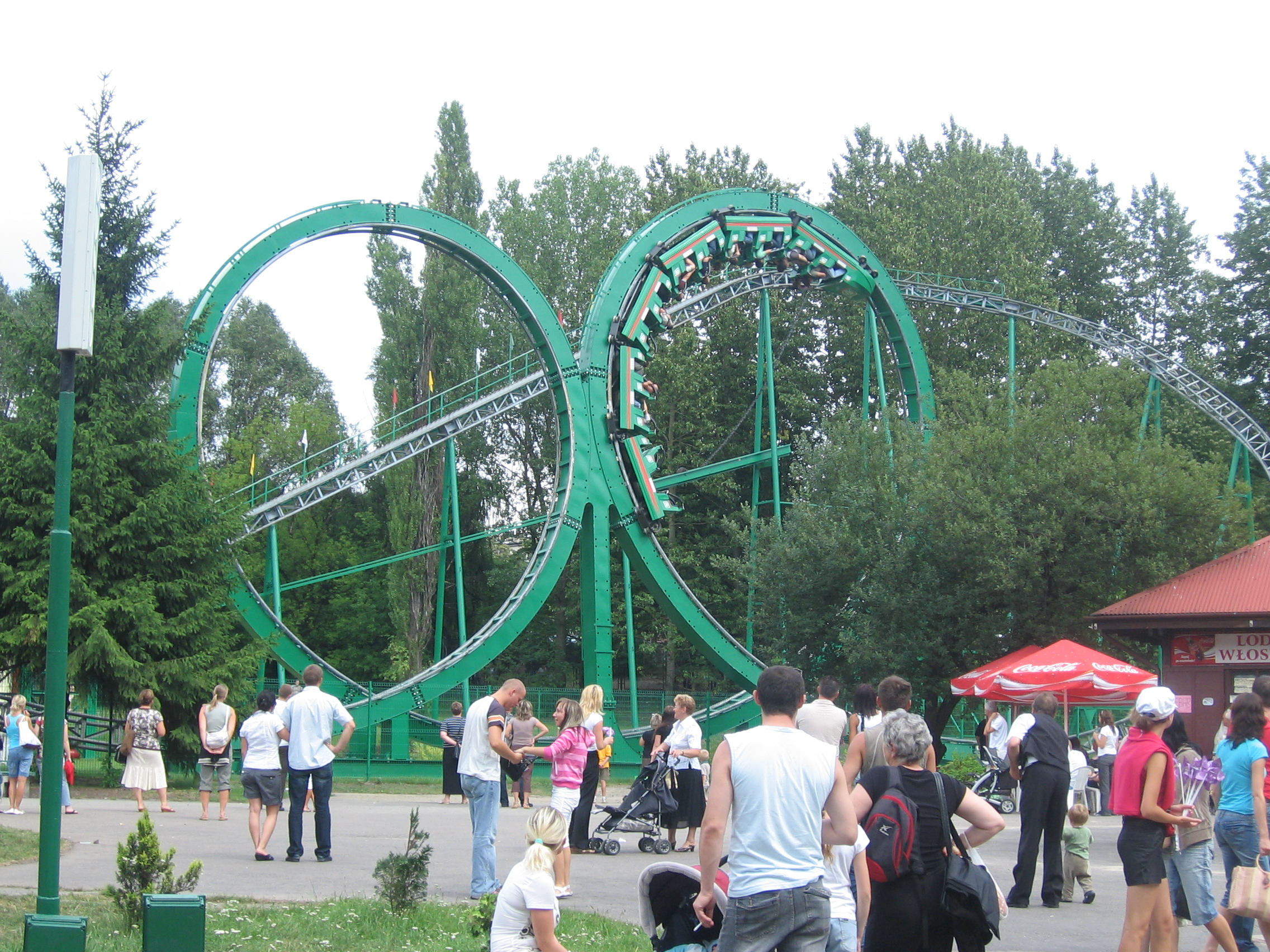
Tàu lượn siêu tốc Tornado.

## liên kết ngoài
- (tiếng Ba Lan) Trang web của Công viên giải trí Silesian